# Pentacentrus kakirra
Pentacentrus kakirra är en insektsart som beskrevs av Otte, D. och R.D. Alexander 1983. Pentacentrus kakirra ingår i släktet Pentacentrus och familjen syrsor. Inga underarter finns listade i Catalogue of Life.